# Miguel G. Morales
Miguel G. Morales (Tenerife, 1978) es un cineasta independiente español nacido en Tenerife, Islas Canarias. Su trabajo se sitúa en la periferia de la no-ficción con un fuerte carácter documental, investigativo y ensayístico. Su formación se desarrolla en Madrid y en la EICTV de San Antonio de los Baños, La Habana, Cuba.

## Trayectoria
Es precisamente en Cuba donde materializa su primer cortometraje documental “El viejo y el lago” y donde comienza a tratar uno de sus temas centrales, la soledad. También desde su primer trabajo el archivo fílmico empieza a ser una pieza fundamental. Sus primeros trabajos, centrados en la investigación artística, reflejan la intervención audiovisual en diferentes proyectos expositivos como los dedicados a la generación de la Segunda República Española vinculada a la revista gaceta de arte y al surrealismo en su isla natal con piezas como “aislados”, “Maud.las dos que se cruzan” (En colaboración con la fotógrafa Teresa Correa), “Monsieur Domínguez”, “En el ala del sueño”, “Una luz en la isla” o “Los mares petrificados. Domingo López Torres”. Otras obras de ámbito museístico fueron “Al Silencio” o “Iter in semet ipsum” donde profundiza en el registro del proceso creativo de varios creadores plásticos. La literatura también fue parte de esta primera etapa con incursiones en los mundos de Ignacio Aldecoa o José Saramago. El pintor y activista medioambiental César Manrique ha sido otra de sus investigaciones, que aún sigue abierta, con películas como “Taro. El eco de Manrique”. Obras que se han rodado en diferentes países europeos y se han mostrado en festivales y centros de arte internacionales. 
A partir de 2014, tras cortometrajes como “retina” y “hombre que hace que duerme”, su mirada es más introspectiva, utilizando por primera vez el archivo personal como herramienta narrativa. Entre 2012 y 2017, termina de trabajar en diferentes proyectos de carácter etnográfico en la isla de El Hierro, como “Pozo Negro” o “La vida lenta”(aún por estrenar). Con la artista visual Silvia Navarro Martín trabajó en “Juana”,“Esclavos sin ser esclavos” y en su última colaboración que fue el largometraje experimental de no ficción “De los nombres de las cabras”, obra que se hizo, en su premiere mundial, con el Gran Premio Ciudad de Lisboa al Mejor Largometraje del Festival Indie Lisboa 2019, y posteriormente, con el Premio Latexos del Festival Novos Cinemas. Alterna estos trabajos cinematográficos con video creaciones, talleres, colaboraciones con artistas plásticos o escénicos y diseñando el ámbito audiovisual de diferentes exposiciones en centros de arte y fundaciones como el CAAM, La Regenta, Fundación César Manrique o Fundación José Saramago. Es secretario de la sección de audiovisuales del Ateneo de La Laguna y colaborador de la Fundación César Manrique. 
En 2018 estrenó una video creación llamada “ángel caído”, sobre los vestigios arquitectónicos de la dictadura española en su isla, obra que se incluye en la exposición colectiva de arte político,“En medio de su orgullo” comisariada por Adonay Bermúdez. En 2019 rodó en Cuba de nuevo, esta vez una pieza de ficción, “Ekaterina” con guion del escritor y poeta cubano Atilio Caballero. Impartió por primera vez el taller “La imagen renacida” en el Centro de España en México y también participó como ayudante de dirección del cineasta José Luis Guerin en “De una isla”, su última película.
En 2020 presentará una pieza de ficción llamada “Ekaterina” rodada en Cuba, con guion del escritor y poeta cubano Atilio Caballero.

## Filmografía
- Ángel caído (2019)
- Pozo Negro (2017)
- De los nombres de las cabras (2019) (co-dirección con S.Navarro Martín)
- Juana Esclavos sin ser esclavos (2016) (co-dirección con S. Navarro Martín)
- Hombre que hace que duerme (2015)
- Las Manos (2015)
- Retina (2014)
- Maestro de obra (2014)
- TARO. El eco de Manrique (2012)
- Los mares petrificados (2011)
- Aldecoa. La huida al paraíso (2011)
- Una luz en la isla (2010)
- Iter in semet ipsum. Dámaso (2009)
- En el ala del sueño (2007)
- Monsieur Domínguez (2007)
- Al Silencio (2005)
- Maud Bonneaud. Las dos que se cruzan (2004)
- Aislados. La esencia de un espíritu (2003)
- El Viejo y el lago (2001)
- Cicatrices (1998) (Cortometraje/Ficción)
- El hombre que inventó mil derrotas (1997) (Mediometraje/Ficción)